# 霍緬基 (霍羅爾區)
49°47′46″N 32°59′16″E / 49.79611°N 32.98778°E
霍緬基（烏克蘭語：Хоменки），是烏克蘭中部的村莊，隸屬波爾塔瓦州的盧布尼區。該村距離什基利0.5公里，海拔高度88米，2001年人口98，99%居民是烏克蘭人。